# Lucheux
Lucheux és un municipi francès situat al departament del Somme i a la regió dels Alts de França. L'any 2007 tenia 591 habitants.

## Demografia

### Població

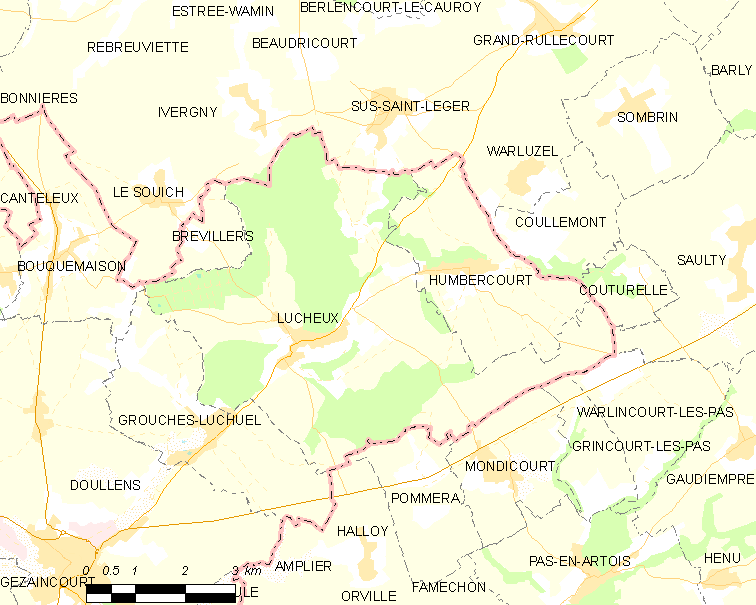
municipi

El 2007 la població de fet de Lucheux era de 591 persones. Hi havia 234 famílies de les quals 52 eren unipersonals (8 homes vivint sols i 44 dones vivint soles), 81 parelles sense fills, 85 parelles amb fills i 16 famílies monoparentals amb fills.

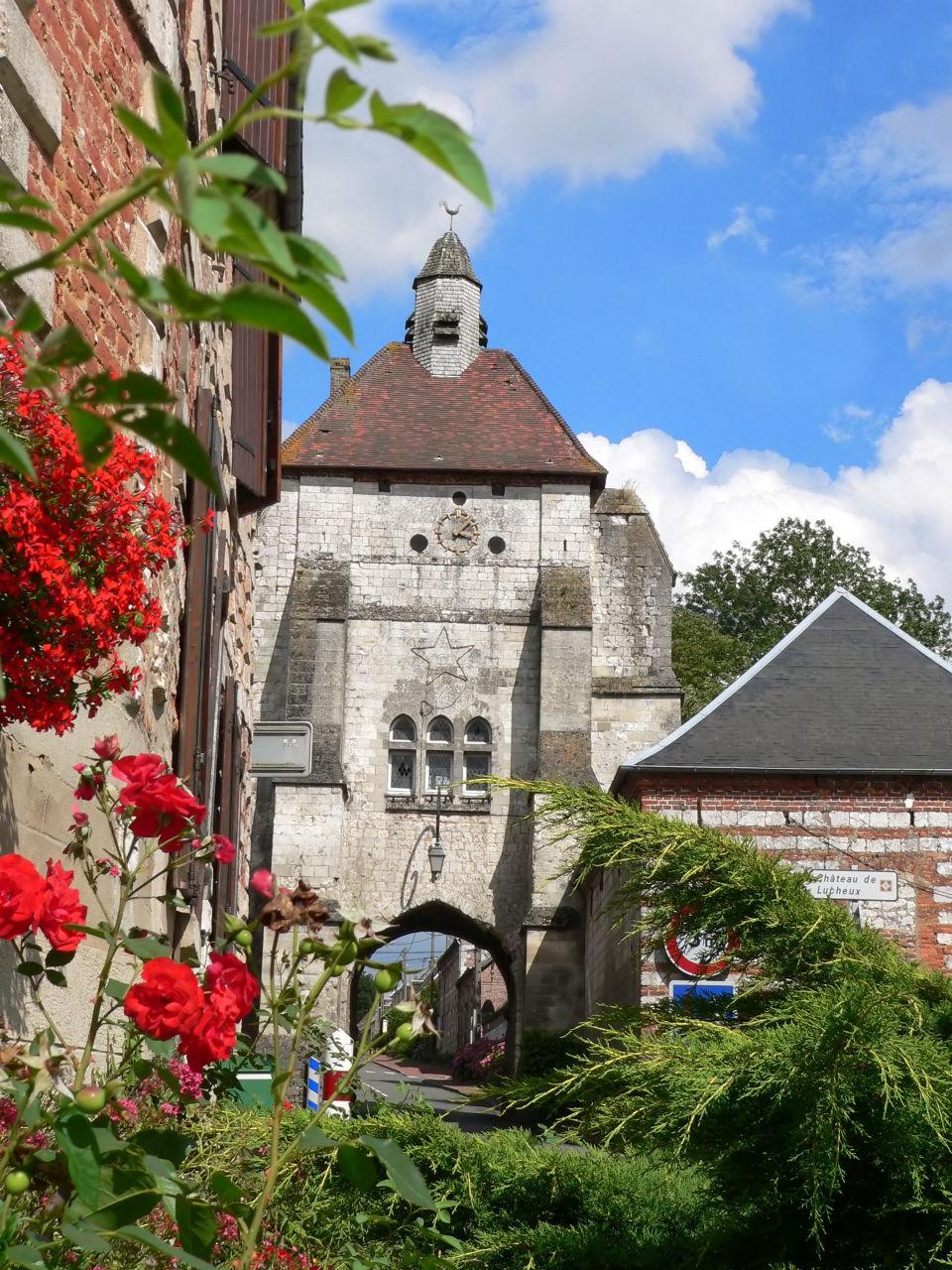
campanar

La població ha evolucionat segons el següent gràfic:
Habitants censats

### Habitatges

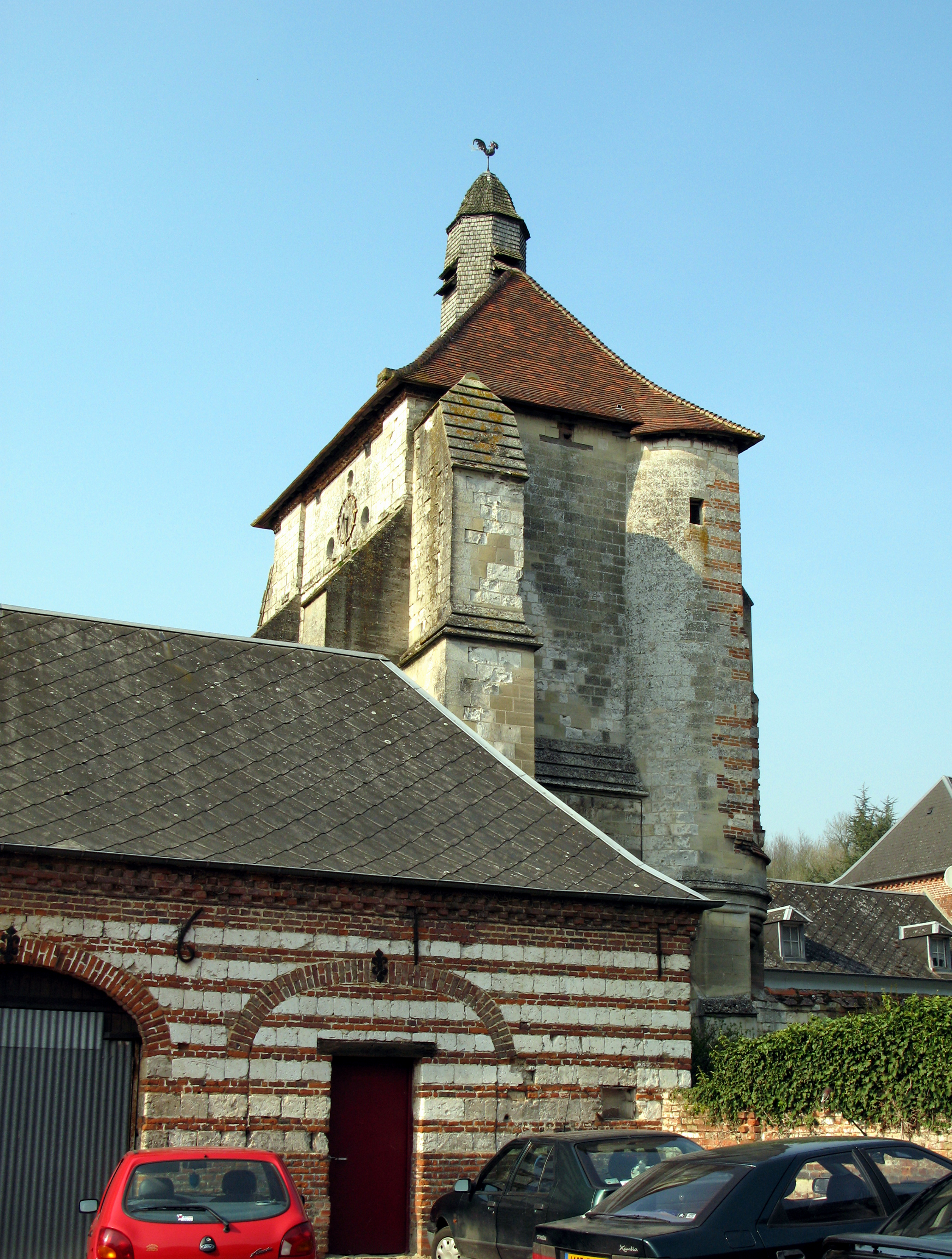

El 2007 hi havia 286 habitatges, 232 eren l'habitatge principal de la família, 23 eren segones residències i 31 estaven desocupats. 233 eren cases i 46 eren apartaments. Dels 232 habitatges principals, 181 estaven ocupats pels seus propietaris, 44 estaven llogats i ocupats pels llogaters i 6 estaven cedits a títol gratuït; 5 tenien una cambra, 9 en tenien dues, 39 en tenien tres, 55 en tenien quatre i 123 en tenien cinc o més. 154 habitatges disposaven pel capbaix d'una plaça de pàrquing. A 101 habitatges hi havia un automòbil i a 92 n'hi havia dos o més.

### Piràmide de població
La piràmide de població per edats i sexe el 2009 era:
| Homes | Edats   | Dones |
| ----- | ------- | ----- |
| 0     | 95 o +  | 0     |
| 4     | 90 a 94 | 0     |
| 0     | 85 a 89 | 4     |
| 4     | 80 a 84 | 8     |
| 12    | 75 a 79 | 12    |
| 20    | 70 a 74 | 16    |
| 16    | 65 a 69 | 16    |
| 12    | 60 a 64 | 12    |
| 32    | 55 a 59 | 28    |
| 8     | 50 a 54 | 16    |
| 16    | 45 a 49 | 16    |
| 24    | 40 a 44 | 20    |
| 16    | 35 a 39 | 12    |
| 20    | 30 a 34 | 32    |
| 20    | 25 a 29 | 8     |
| 4     | 20 a 24 | 8     |
| 24    | 15 a 19 | 16    |
| 16    | 10 a 14 | 24    |
| 16    | 5 a 9   | 12    |
| 24    | 0 a 4   | 0     |

## Economia

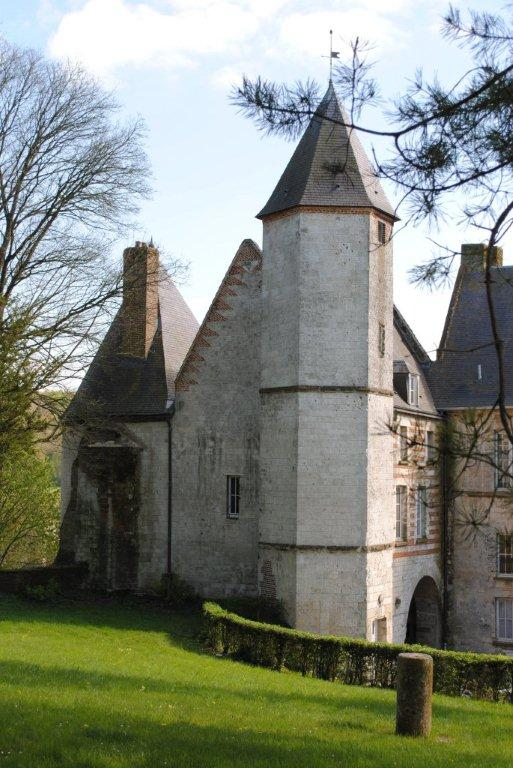
castell

El 2007 la població en edat de treballar era de 382 persones, 277 eren actives i 105 eren inactives. De les 277 persones actives 234 estaven ocupades (132 homes i 102 dones) i 43 estaven aturades (19 homes i 24 dones). De les 105 persones inactives 35 estaven jubilades, 27 estaven estudiant i 43 estaven classificades com a «altres inactius».

### Ingressos

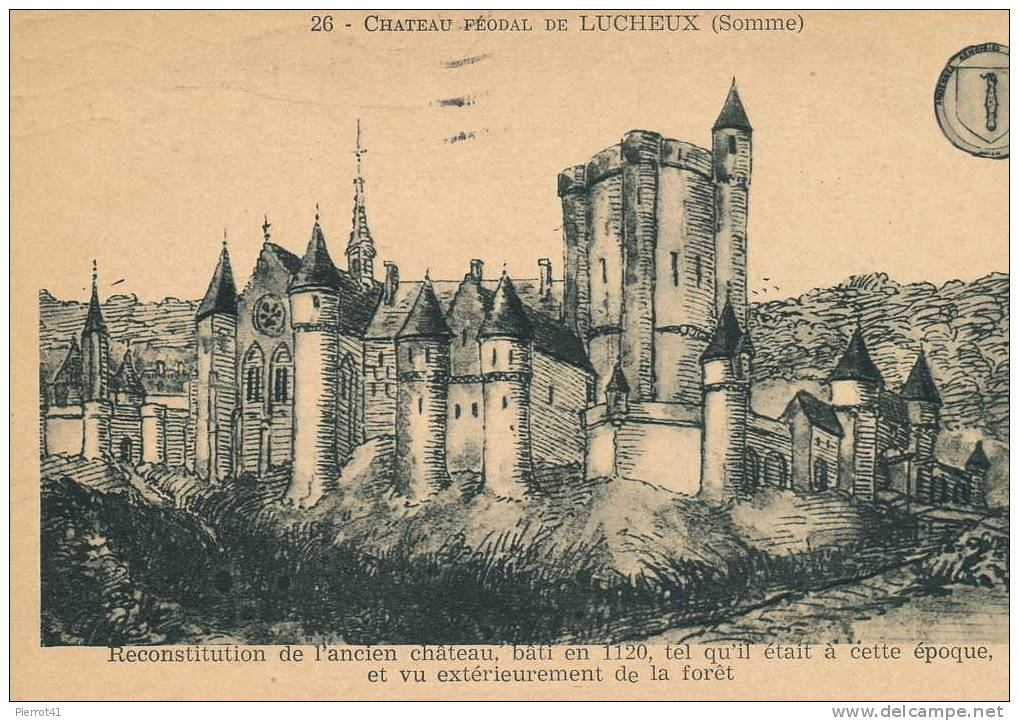
pla original del castell

El 2009 a Lucheux hi havia 237 unitats fiscals que integraven 590,5 persones, la mediana anual d'ingressos fiscals per persona era de 17.469 €.

### Activitats econòmiques
Dels 18 establiments que hi havia el 2007, 1 era d'una empresa extractiva, 1 d'una empresa de construcció, 3 d'empreses de comerç i reparació d'automòbils, 1 d'una empresa de transport, 3 d'empreses d'hostatgeria i restauració, 3 d'empreses immobiliàries, 3 d'empreses de serveis, 2 d'entitats de l'administració pública i 1 d'una empresa classificada com a «altres activitats de serveis».
Dels 3 establiments de servei als particulars que hi havia el 2009, 1 era un electricista, 1 perruqueria i 1 veterinari.
L'any 2000 a Lucheux hi havia 14 explotacions agrícoles que ocupaven un total de 770 hectàrees.

## Equipaments sanitaris i escolars
L'únic equipament sanitari que hi havia el 2009 era una farmàcia.
El 2009 hi havia una escola elemental integrada dins d'un grup escolar amb les comunes properes formant una escola dispersa.

## Poblacions més properes

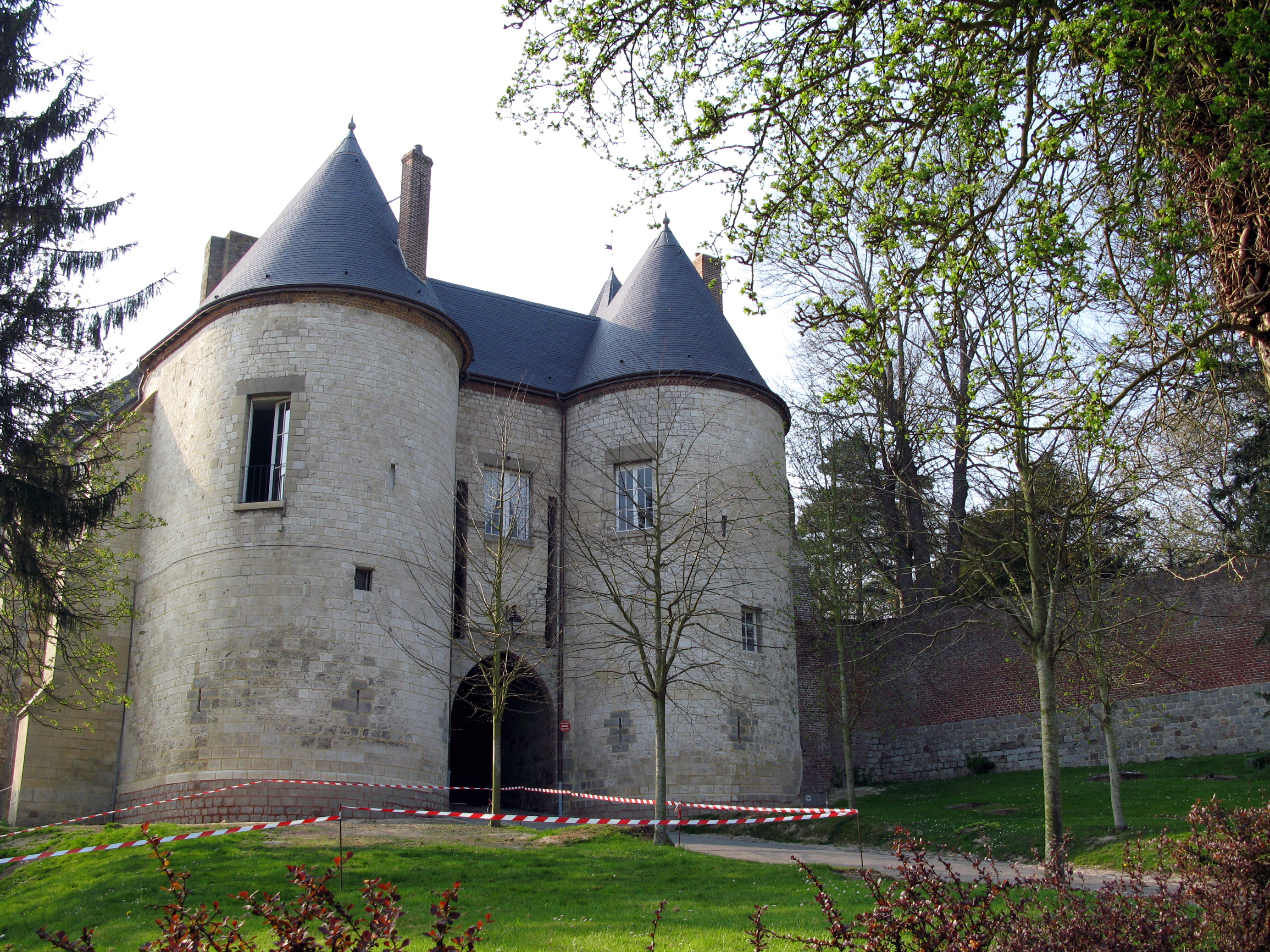
castell

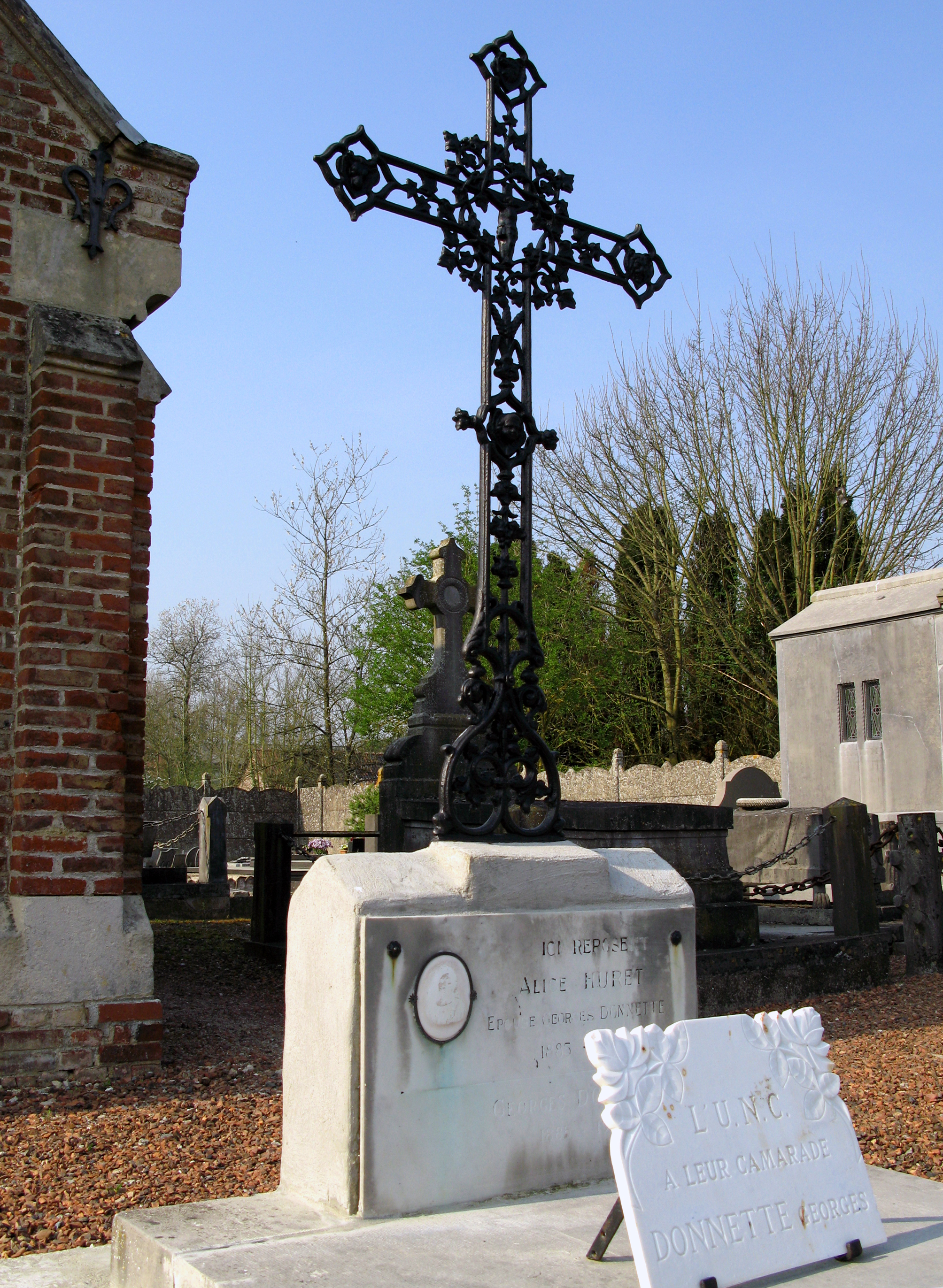
cementiri

El següent diagrama mostra les poblacions més properes.